# 黑利斯 (茲巴拉日市鎮)
49°42′59″N 25°45′26″E / 49.71639°N 25.75722°E
參數所指定的目標頁面不存在，建議更正成存在頁面或直接建立下列一個頁面（建立前請先搜尋是否有合適的存在頁面可以取代）：
- 黑利斯

黑利斯（羅馬化：Chornyi Lis）是烏克蘭的村落，位於該國西部捷爾諾波爾州，由捷尔诺波尔区負責管轄，面積762平方公里，2001年人口148，人口密度每平方公里0.19人。